# كومتاتنيس

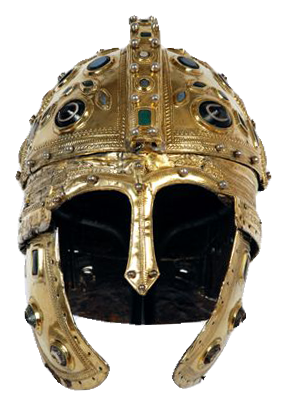

الكومتاتنيس (بالإنجليزية: Comitatenses)‏ ولاحقاً البلاديني (Palatini (Roman military)) هي وحدات الجيش الميداني في الإمبراطورية الرومانية المتأخرة. 

## المصطلح
الكومتاتنيس هي صيغة الجمع من الكلمة اللاتينية كومتاتنتيس - comitatensis، وهي في الأصل صفة مشتقة من كلمة comitatus  والتي تعني المرافق («السرية، المجموعة، الفرقة»؛ في هذا السياق العسكري  جاءت إلى المعنى الجديد لـ «الجيش الميداني»)، وهي نفسها متجذرة في Comes («رفيق»، ولكن وبالتالي لديها معاني تاريخية محددة، عسكرية ومدنية).